# 加藤玄智
加藤 玄智（かとう げんち、1873年6月17日 - 1965年5月8日）は、日本の宗教学者。学位は、文学博士。正四位、勲三等、瑞宝章。紫綬褒章。

## 略歴
浄土真宗の僧侶の長男として東京府の浅草に生まれた。1896年に東京帝国大学文科大学哲学科に入学、井上哲次郎らの指導を受け1899年に卒業。その後大学院に進学。学業のほかに、仏教改革を目指し、「仏教清徒同志会」（のち新仏教同志会）に参加した。この「仏教清徒同士会」は高島米峰や境野黄洋らによって作られ、健全な仏教信仰などを掲げた若い在家仏教徒らによる会であった。さらに、仏教を中心に宗教の普及を目指す「宗教研究会」も運営する。
1906年陸軍教授（英語学）に嘱託（士官学校付き、1933年まで）、同年、東京帝国大学文科大学講師嘱託（宗教学）。1907年、陸軍大学校教授。1909年、東京帝国大学大学院より文学博士の学位授与。1912年、学際的な日本文明および神道研究を目的とした明治聖徳記念学会を創設した。1920年、東京帝国大学に創設された神道講座の助教授に就任。1933年に東大を退官し、國學院大學や大正大学で教授を務めた。その中で国家神道という概念を確立した。敗戦後は陸軍教授であったことやその思想から公職追放された。しかし、神道への関心は失われず、研究を続けた。墓所は多磨霊園。

## 思想
陸軍教授となった加藤は日本人の国民道徳や天皇観に関する興味を持つ。『我建國思想の本義』には、加藤の天皇観などが示されている。彼の主張によれば、日本人の天皇観は西洋の神への考え方と非常に類似している。日本人の忠孝心が一種の信仰であることも、フリードリヒ・シュライアマハーの宗教定義にあてはまるものである。殉教者を出した武士道や大和魂は、西洋でみられる絶対服従の精神態度と同じものである。国民道徳はもはや天皇を本尊とする一種の宗教、すなわち天皇「教」、忠孝「教」としなければならない、と論じた。こうして加藤は天皇を明確に神と称し、日本国民にも信仰的態度があることを示して、国民道徳が宗教であることを論証しようとしたのだった。刊行後間もなくに、明治天皇が没し、大葬の日に乃木希典夫妻の殉死事件が起こった。この事件も、加藤の思想に影響を与えることとなる。
『我が国体と神道』においても天皇とアブラハムの宗教における唯一神の対応関係や忠孝を論じた。
国民道徳を天皇教としたが、後にこの道徳を神道と結びつけ、「国家的神道」を論じるようになる。彼は神道を「国家的神道」と「宗派的神道」の二つに分けて説明する。「宗派的神道」は当時の文部省神社局によって管轄されていた十三派の神道を表している。他の宗教と同様に行政上宗教として扱われるものである。一方「国家的神道」は「国体神道」と「神社神道」に分けられる。「国体神道」は先に述べた国民道徳、天皇教のような、無形の精神的な部分で、「神社神道」は神社や鳥居など外形的な部分のことである。「国家的宗教」は行政として宗教と認められているわけではないが、加藤はこれを宗教として扱った。

## 著書

### 単著
- 『問答体哲学小史』右文館、1900年。
- 『宗教新論』博文館、1900年。
- 『宗教之将来』法蔵館、1901年。
- 『宗教学 (哲学館第14学年度高等学科講義録)』哲学館、1901年。
- 『哲学概論綱要』東洋社、1902年。『哲学概論綱要』東洋社、1902年。
- 『通俗東西比較宗教史』有朋館、1903年。
- 『宗教講話』隆文館、1905年。
- 『宗教学上より見たる釈迦牟尼仏』弘道館、1910年。
- 『神人乃木将軍』菊地屋書店、1912年。
- 『Two papers on Shintoism』明治聖徳記念学会、1914年。
- 『宗教之学術的研究』 第1編、日本学術普及会〈教育講座〉、1914年。
- 『真修養と新活動』広文堂書店、1915年。
- 『修養第一』弘学館書店、1917年。
- 『我が国体と神道』弘道館、1919年。
- 『文化問題十五講』日進堂、1920年。
- 『日本書紀 神代巻 全』世界聖典全集刊行会〈世界聖典全集 前輯 第1巻〉、1920年。
- 尼子止 編『宗教学概説』隆文館、1921年。
- 『古事記 神代巻 全』世界聖典全集刊行会〈世界聖典全集 後輯 第1巻〉、1922年。
- 『神道の宗教学的新研究』大鐙閣、1922年。
  - 『神道の宗教学的新研究』（改訂増補）国文館、1935年。
- 『我が国体の特色と敬神の真意義』愛国社、1924年。
- 『東西思想比較研究』明治聖徳記念学会、1924年。
  - 『東西思想比較研究』京文社、1926年。
- 『神道の宗教学的考察』日本青年館、1924年。
  - 『改訂増補 神道の宗教学的考察』甲文堂、1934年。
- （English）『A STUDY OF SHINTO:The Religion of Japanese Nation』The Zaidan-hōjin-Meiji-seitoku-kinen-gakkai (Meiji Japan society)、1926年。 初版：明治聖徳記念学会[10]
  - （English）『A STUDY OF SHINTO:The Religion of Japanese Nation 2nd edition』The Zaidan-hōjin-Meiji-seitoku-kinen-gakkai (Meiji Japan society)、1937年。
  - （English）『A STUDY OF SHINTO:The Religion of Japanese Nation』Routledge、2013年。ISBN 978-0415845762。
- 足利学校遺蹟図書館 編『足利学校釈奠講演筆記 第16巻』足利学校遺蹟図書館、1931年。
- 『祖国日本の正しき姿』（2版）日本青年館、1928年。
  - 『祖国日本の正しき姿』（3版）日本青年館、1928年。
- 『神道講演1 神社対宗教問題より見たる神道の一考察』皇典講究所〈国学叢書 第2輯〉、1931年。
- 文部省社会教育局 編『古語拾遺』文部省社会教育局〈日本思想叢書 第2編〉、1931年。
- 『本邦生祠の研究 : 生祠の史実と其心理分析』明治聖徳記念学会、1931年。
- 『日本人の国体信念』文録社、1933年。[11]
- 『神社問題の再検討 －神道の本義と我が国の教育－』雄山閣、1933年。[12]
- 『つむじ曲の寝言』中文館書店、1933年。
- 『神道論』東方書院〈日本宗教講座〉、1934年。
- 『神道の宗教発達史的研究』中文館書店、1935年。
- 『神道の再認識』章華社、1935年。
- 『日本書紀講話』章華社、1935年。
- 『What is Shintō?』Maruzen Co., Ltd.〈Tourist library 8〉、1935年。
- 『Commemoration volume; the twenty-fifth anniversary of the foundation of the Zaidan Hojin Seitoku Kinen Gakkai or Meiji Japan Society』Meiji Japan Society、1937年。
- 『明治天皇聖徳余光』明治聖徳記念学会、1937年。
- 『神道精義』大日本図書、1938年。
- 『日本文化史論纂』中文館、1938年。
- 『日本精神と死の問題 : 乃木将軍の死を中心として』大東出版社、1939年。
- 『大神宮参詣記と敬神尊皇』教学局〈日本精神叢書 第45編〉、1939年。
- 『坂翁大神宮参詣記 : 研究評釈』富山房〈富山房百科文庫 第76〉、1939年。
- 教学局 編纂『大神宮参詣記と敬神尊皇』内閣印刷局〈日本精神叢書 第41編〉、1940年。
- 『神国民の知と行』錦正社〈日本精神叢書 第41編〉、1942年。
- 『Das Wesen des Sintoismus / von Genti Katô ; übertragen von Kazuhiko Sano Verlagsrechtliche Ausg (Japan-Bücherei ; 4)』Reiseverkehrszentrale der Japahischen Staatsbahn、1942年。
- 『宗教学精要』錦正社、1944年。
  - 『宗教学精要』（2版）錦正社、1955年。
  - 『改訂 宗教学精要』錦正社、1960年。
- 『知性と宗教 : 聖雄信仰の成立』錦正社、1956年。
- 『神道信仰要系序論』文学博士加藤玄智先生学績記念出版会、1962年。

### 共著
- 阪谷芳郎共著『我建国の根本精神と戦時の欧米列強』明治聖徳記念学会、1918年。
- 中村古峡共著『憑霊と予言者』明治聖徳記念学会、1920年。
- 加藤せつ子共著『詩歌連理集』詩歌連理集刊行会、1940年。

### 編、共編、編著
- 保志虎吉 共 編『袖珍通俗神話辞彙』南江堂、1899年。
- compiled by Bunyu Nanjo and Genchi Kato 編『Extracts from the works of eminent orientalists No.1 2nd rev. ed』Dainihon Tosho Kabushiki Gaisha、1903年。
- compiled by Bunyu Nanjo and Genchi Kato 編『Extracts from the works of eminent orientalists No.2 2nd rev. ed』Dainihon Tosho Kabushiki Gaisha、1903年。
- 『実用士官候補生の英語』陸軍士官学校将校集会所、1919年。
- 『神社対宗教』明治聖徳記念学会、1922年。[13]
  - 『神社対宗教』明治聖徳記念学会、1930年。
- 『現下の社会問題と思想問題』愛国社、1923年。
- Hikoshiro Hoshino 共著（English）『Imbe-no-Hironari's Kogoshui or gleanings from ancient stories』The Meiji Japan Society、1924年。
- Hikoshiro Hoshino 共著（English）『Kogoshūi : gleanings from ancient stories 2nd and revised edition 古語拾遺』Meiji-Seitoku-Kinen-Gakkai (Meiji Japan Society)、1925年。
- Hikoshiro Hoshino 共著（English）『Kogoshūi : gleanings from ancient stories 3rd and enlarged edition 古語拾遺』Meiji-Seitoku-Kinen-Gakkai (Meiji Japan Society)、1926年。
- 『神道書籍目録』明治聖徳記念学会、1938年。
  - 『神道書籍目録』 上巻、臨川書店、1974年。
  - 『神道書籍目録』 下巻、臨川書店、1974年。
- 『明治・大正・昭和神道書籍目録 : 明治元年 - 昭和15年』明治神宮社務所、1953年。

### 翻訳
- テ・チーヒラー『信仰と智識』勉強堂、1901年。
- アラン・メンジース『世界宗教史』 第67編、博文館〈帝国百科全書〉、1901年。
- クーノー・フィッシャー『哲学史要』 第2編、同文館〈万国教育叢書〉、1901年。

### 校訂、校閲、補訂
- 斎部広成 撰『古語拾遺』岩波書店〈岩波文庫〉、1929年。
  - 斎部広成 撰『古語拾遺』（4版）岩波書店〈岩波文庫〉、1933年。
- 山口重全『宗教要談』鴻盟社、1900年。
- 圖本・奥書  伴信友、日下部勝美著『校訂 疑斎』明治聖徳記念学会、1929年。